# Островито (озеро, Ушачский район)
Острови́то (бел. Астраві́та) — озеро в Ушачском районе Витебской области Белоруссии. Относится к бассейну реки Туровлянка.

## Описание
Озеро Островито располагается в 25 км к северо-востоку от городского посёлка Ушачи. Южнее находится деревня Красная Горка. Высота над уровнем моря — 130,3 м.
Площадь поверхности озера составляет 0,35 км². Длина — 1,22 км, наибольшая ширина — 0,56 км. Длина береговой линии — 3,54 км. Наибольшая глубина — 7,71 м, средняя — 3,6 м. Объём воды в озере — 1,26 млн м³. Площадь водосбора — 6,85 км².
Склоны котловины высотой 10—15 м, распаханные. Берега песчаные, на севере и западе сплавинные. Озеро окружено узкой заболоченной поймой.
Мелководье узкое, песчано-илистое. На глубине дно сапропелистое. Наибольшие глубины отмечаются в юго-восточной и южной части  озера. Присутствуют три острова общей площадью 2 га.
Впадает ручей из озера Плотишно. Вытекает ручей, впадающий в озеро Плесно.
В озере обитают лещ, щука, плотва, линь, краснопёрка, окунь и другие виды рыб.